# 大島崚
橘 りょう（たちばな りょう、1991年9月18日 - ）は、日本の元声優、元俳優。栃木県宇都宮市出身。旧芸名：大島 崚（おおしま りょう）。

## 経歴
スペースクラフトグループが主催する『イケメン男子声優グループ』に安倍龍太郎と共に合格し、同社の声優部門の所属となる。2009年、テレビアニメ『極上!!めちゃモテ委員長』の東條潮役で声優デビュー。その後は声優活動と並行し、舞台俳優として活動を開始。
2012年、自身のブログでスペースクラフトの退社を報告。フリー期間を経て、2013年4月よりA-Light所属となる。
2022年4月18日を以って、芸能の仕事から離れることをツイッターで報告した。

## 出演
太字はメインキャラクター。

### テレビアニメ
- 極上!!めちゃモテ委員長シリーズ（2009年 - 2011年、東條潮[11] - 2シリーズ[一覧 1]）
- THE IDOLM@STER（2011年、AD、男子A、カメラマン、通行人、殺人犯、観客A、アシスタントディレクターA、スタッフB、アシスタントディレクターB）
- ましろ色シンフォニー（2011年、クラスメイト）

### 舞台
- つんく♂THEATER 第九弾～めちゃモテ劇場～『めちゃモテ委員長VSめちゃモテ反対委員会ですわっ！』（2011年1月6日 - 10日、六行会ホール）- 東條潮 役
- プリンスセブン -フツーの王子をぶっとばせ！！-（2011年4月8日 - 17日、シアターグリーンBIG TREE THEATER）- スニッジ 役
- トラジット・コメディアンズのコント集（2011年12月29日、シアターグリーンBOX in BOX theater）
- 舞台『十鬼の絆 〜関ヶ原奇譚〜 恋舞』（2013年12月13日 - 22日、星陵会館ホール）- 秦 役[12]
- 舞台『STORM LOVER 〜波打ち際の王子SUMMER〜』　- 犬塚千尋 役
  - 舞台『STORM LOVER 〜波打ち際の王子SUMMER〜』（2014年5月3日 - 11日、俳優座劇場）[13]
  - 　舞台『STORM LOVER 〜波打ち際の王子SUMMER! 改!!〜』（2015年5月23日 - 31日、CBGKシブゲキ!!）[14]
- 『ハマトラ THE STAGE』 - バースデイ 役
  - 『ハマトラ THE STAGE -CROSSING TIME-』（2014年8月16日 - 24日、俳優座劇場）[15]
  - 『ハマトラ THE STAGE -DOUBLE MISSION-』（2015年3月14日 - 22日、星陵会館ホール）[16]
- 舞台『CLOCK ZERO 〜終焉の一秒〜』 - 反逆者 役
  - 舞台『CLOCK ZERO 〜終焉の一秒〜 リンゲージ』（2014年11月22日 - 30日、博品館劇場）[17]
  - 舞台『CLOCK ZERO 〜終焉の一秒〜 Re-verse-mind』（2015年7月25日 - 8月2日、シアターサンモール）[18]
  - 舞台『CLOCK ZERO 〜終焉の一秒〜 Watch Over』（2016年3月16日 - 22日、星陵会館ホール）[19]
- PUPA CINEMATIC STAGE関連[20]
  - PUPA CINEMATIC STAGE 5 『56W.X～ぼくのサンタクロース～』（2014年12月3日 - 7日、TACCS1179） - ゴロウ 役
  - PUPA CINEMATIC STAGE 6 『イツツメキセツ』（2015年7月15日 - 19日、TACCS1179） - レイレイ 役
- アプリの王子様（仮）〜恋愛シミュレーション編〜ver.2.1〜（2015年9月19日 - 23日、AQUA studio） - 桜井 役
- GEKIIKE本公演 第7回『月下燦然ノ星-帝都奇譚-』（2015年10月15日 - 26日、シアターグリーンBox in Box） - 佐伯弘 役[21]
- 舞台『アルカナ・ファミリア』 - 主演・リベルタ 役
  - 舞台『アルカナ・ファミリア Valentino』（2016年1月20日 - 27日、あうるすぽっと）[22]
  - 舞台『アルカナ・ファミリア2 -23枚目のタロッコ-』（2016年9月7日 - 11日、シアターサンモール）[23]
  - 舞台『アルカナ・ファミリア 幽霊船の秘密』（2017年9月16日 - 24日、シアターサンモール）[24]
- 劇団M.M.C ミュージカル『ホス探へようこそ』 - 主演・小林 / 小林行 役
  - 劇団M.M.C ミュージカル『ホス探へようこそ The Last Valentine』（2016年2月10日 - 14日、新宿シアターサンモール）[25]
  - 劇団M.M.C ミュージカル『ホス探へようこそ ～ザ・ファースト～』（2016年6月22日 - 26日、横浜O-SITE）[26][27]
  - 劇団M.M.C ミュージカル『ホス探へようこそ 〜ザ・セカンド/アンチ・アレス〜』（2016年8月24日 - 28日、横浜O-SITE）[28]
  - 劇団M.M.C ミュージカル『ホス探へようこそ ～ザ・サード～』（2017年7月5日 - 9日、新宿村LIVE）
- Be Withプロデュース VOL.29 THE BUTTERFLY EFFECT CHRONICLE 『ヴァルプルギスの夜』（2016年4月17日 - 24日、シアターサンモール） - バッフル 役[29]
- 舞台版『実は私は』（2016年5月11日 - 15日、新宿村LIVE） - 主演・黒峰朝陽 役[30]
- 舞台『MARKER LIGHT-BLUE マーカライト・ブルー』（2016年10月5日 - 10日、新宿シアターモリエール） - ヴェリテ 役[31]
- 舞台『レイと天使の住む数字。』（2016年11月23日 - 27日、シアターグリーン BIG TREE THEATER）[32]
- 君死ニタマフ事ナカレ 零（2016年12月21日 - 25日、新宿村LIVE） - 主演・ハクジ 役[33]
- 舞台『プリンス・オブ・ストライド THE LIVE STAGE』エピソード2（2017年4月22日 - 30日、シアター1010 / 5月5日 - 7日、森ノ宮ピロティホール） - 間瀬暁嗣 役[34]
- ASSH 十五周年記念興行・第二弾『蒼海のティーダ～Truth～』～The Five God Chronicle・琉球編～（2017年8月9日 - 13日、CBGKシブゲキ!!） - 主演・ティーダ 役[35]
- エンテナ PLAY UNION 第六回公演「心の旅人、今は秋」『僕と君の物語』（2017年11月29日 - 12月3日、コフレリオ新宿シアター） - 主演[36]
- 歌劇派ステージ『ダメプリ』 - テオ 役
  - 歌劇派ステージ『ダメプリ』ダメ王子 VS 完璧王子（2018年12月1日 - 9日、AiiA 2.5 Theater Tokyo）[37]
  - 歌劇派ステージ『ダメプリ』ダメ王子 VS 偽者王子（2019年5月17日 - 23日、よみうり大手町ホール）[38]
- 青春歌闘劇バトリズムステージWAVE（2019年1月25日 - 2月3日、シアターサンモール） - ショウ 役[39]
- 『Starry☆Sky on STAGE』 - 木ノ瀬梓 役
  - 『Starry☆Sky on STAGE』（2019年7月10日 - 15日、品川プリンスホテル クラブeX）[40]
  - 『Starry☆Sky on STAGE』SEASON2 ～星雪譚 ホシノユキタン～（2020年1月16日 - 26日、紀伊國屋サザンシアター）[41]
- Askプロデュース
  - vol.23 ～バッキャローシリーズ第6弾～『星のバッキャロー！！』～東京タワーを造った男たちの物語～ <前編>（2019年9月19日 - 24日、シアターグリーンBIG TREE THEATER） - 岸谷護一 役[42]
  - vol.24 ～バッキャローシリーズ第6弾～『暁のバッキャロー！！』～東京タワーを造った男たちの物語～ <後編>（2020年3月25日 - 30日、シアターグリーンBIG TREE THEATER） - 岸谷護一 役
- PUPA musical・・”ぴゅぱミュ” 『夢幻泡影』シリーズ 第1弾 ～夢～（2019年10月30日 - 11月3日、新宿村LIVE）[43]
- IdentityV STAGE - 幸運児 役
  - IdentityV STAGE Episode 1『What to draw』（2019年11月29日 - 12月8日、サンシャイン劇場）[44]
  - IdentityV STAGE Episode 2『Double Down』（2020年6月2日 - 7日、ヒューリックホール東京）（全公演中止）
  - IdentityV STAGE Episode 3『Cry for the moon』（2020年9月10日 - 18日、TACHIKAWA STAGE GARDEN）[45]
  - Identity V STAGE 大感謝祭（2020年11月19日 - 20日、舞浜アンフィシアター）[46]
  - IdentityV STAGE Episode 2『Double Down』（2021年3月24日 - 4月1日、TACHIKAWA STAGE GARDEN）[47]
- 音楽劇『黒と白 -purgatorium-』 - 努力・ラグエル 役
  - 音楽劇『黒と白 -purgatorium-』（2020年2月19日 - 23日、日本青年館ホール）[48]
  - 音楽劇『黒と白 -purgatorium- ad libitum』（2020年11月27日 - 12月6日、ヒューリックホール東京）[49]
- 饗宴『茜さすセカイでキミと詠う～絆～』 - 徳川綱吉 役
  - 饗宴『茜さすセカイでキミと詠う～絆～』（2020年4月29日 - 5月6日、CBGKシブゲキ!!）※延期[50]
  - 饗宴『茜さすセカイでキミと詠う～絆～』（2021年5月12日 - 18日、CBGKシブゲキ!!）[51]
- 2.5次元ダンスライブ - 桜庭涼太 役
  - 2.5次元ダンスライブ「ALIVESTAGE」 Episode 4『WYD』（2021年2月4日 - 14日、ヒューリックホール東京）[52]
  - 2.5次元ダンスライブ「ALIVESTAGE外伝 ZIX STAGE『Break It!』」（2021年2月27日 - 28日、草月ホール）[53]
  - 2.5次元ダンスライブ「ALIVESTAGE Episode 5『月野百鬼夜行綺譚 天獄 -君死にたまふことなかれ-』」（2021年9月2日 - 12日、シアターGロッソ）[54]
  - 「LUNATIC LIVE 2021」（2021年9月4日 - 5日、東京ガーデンシアター）※5日のみ出演（全公演中止）[55]
  - 2.5次元ダンスライブ「ALIVESTAGE Episode 6『Gift』」（2022年3月18日 - 27日、ヒューリックホール東京）※お当番
- 舞台『ボクタチのキョリ』（2021年7月14日 - 18日、キンケロ・シアター） - 主演・多田忠司 役[56]
- 舞台「ひょんひょん ～ ひょんなことの『ひょん』って、何スカ？」（2021年11月24日 - 28日、シアターサンモール / 12月10日 - 12日、ABCホール） - 工藤シン 役[57]
- 舞台『本能寺オテロ』（2022年1月7日 - 11日、コフレリオ新宿シアター） - 武田元明 役[58]
- 舞台『トワイライトの涙』（2022年1月19日 - 23日、サンモールスタジオ） - 日替わりゲスト ※20日のみ出演[59]

### 雑誌
- ラブベリー（2009年 - 2012年3月号、徳間書店）- メンズ専属モデル

### ゲーム
- BinaryStar（2014年、クルス・キリ[60]）
- 百花百狼 〜戦国忍法帖〜（2016年、山倉猿之介）

### ドラマCD
- レトルト彼氏+α（チキンカレー）※ヴィレッジヴァンガード限定

### ラジオ
- 大島崚のホームルームに集合（RADIO BERRY）
- A&G ARTIST ZONE 2h（2011年10月4日 - 2012年3月28日、文化放送 超!A&G+） - アシスタントパーソナリティ[61][62]

### テレビ番組
- おはスタ（2010年4月8日 - 2011年3月24日、テレビ東京） - 東條潮として木曜レギュラー
- プロステTV（2022年1月5日 - 3月16日、TOKYO MX・BS日テレ、#1 - #3）[63]

### ウェブ番組
- 橘りょうの『今なにしてる？』（2020年6月22日 - 2022年4月18日、LINE LIVE）

### 映画
- 月下燦然ノ星 THE MOVIE（2016年） - 佐伯弘 役[64]
- 劇場版SOARA2『I will. -君が未来を歩くとき-』（2021年10月29日） - 桜庭涼太 役 ※ゲスト出演
- 岡野教授の高校協奏譚（2024年6月28日） - 白金京介 役[65]

### 特撮
- ウルトラマンタイガ（2019年） - ヴォルク 役[66]

### コラム
- 大島崚のVAICE JACK!（2011年7月 - 2012年3月、ファミ通.com「コミックビーズログ エアレイド」）[67]

## ディスコグラフィ

### キャラクターソング
| 発売日         | 商品名                                                                                         | 歌 | 楽曲                                                               | 備考                                                                                                |
| -------------- | ---------------------------------------------------------------------------------------------- | --- | ------------------------------------------------------------------ | --------------------------------------------------------------------------------------------------- |
| 2009年10月21日 | 大好きになれっ!/こころ 君に届け                                                                | MM3 | 「こころ 君に届け」                                                | テレビアニメ『極上!!めちゃモテ委員長』エンディングテーマ                                            |
| 2010年6月16日  | 君が主役さっ!/この手の中に                                                                     | MM3 | 「この手の中に」                                                   | テレビアニメ『極上!!めちゃモテ委員長』エンディングテーマ                                            |
| 2020年3月20日  |                                                                                                | 怠惰・ベルフェゴール（岩佐祐樹）、努力・ラグエル（橘りょう） | 「Acedia-怠惰-」                                                   | 音楽劇『黒と白 -purgatorium-』劇中歌                                                                |
| 2021年2月26日  |                                                                                                | SOARA:［大原空（堀田竜成）、在原守人（石渡真修）、神楽坂宗司（吉田知央）、宗像廉（植田慎一郎）、七瀬望（渡邉響）］、Growth［衛藤昂輝（塩澤英真）、八重樫剣介（石川翔）、桜庭涼太（橘りょう）、藤村衛（岩佐祐樹）］ | 「WYD」                                                            | 2.5次元ダンスライブ『ALIVESTAGE Episode 4『WYD』』主題歌                                            |
| 2021年2月26日  | Growth［衛藤昂輝（塩澤英真）、八重樫剣介（石川翔）、桜庭涼太（橘りょう）、藤村衛（岩佐祐樹）］ | 「ハウル -ver.WYD-」 | 2.5次元ダンスライブ『ALIVESTAGE Episode 4『WYD』』Ver.GREEN 劇中歌 | |
| 2021年10月8日  |                                                                                                | SOARA:［大原空（堀田竜成）、在原守人（石渡真修）、神楽坂宗司（吉田知央）、宗像廉（植田慎一郎）、七瀬望（渡邉響）］、Growth［衛藤昂輝（塩澤英真）、八重樫剣介（石川翔）、桜庭涼太（橘りょう）、藤村衛（岩佐祐樹）］ | 「万古詠唱」                                                       | 2.5次元ダンスライブ『ALIVESTAGE Episode 5『月野百鬼夜行綺譚 天獄 -君死にたまふことなかれ-』』主題歌 |
| 2022年4月1日   |                                                                                                | SOARA:［大原空（堀田竜成）、在原守人（石渡真修）、神楽坂宗司（吉田知央）、宗像廉（植田慎一郎）、七瀬望（渡邉響）］、Growth［衛藤昂輝（塩澤英真）、八重樫剣介（石川翔）、桜庭涼太（橘りょう）、藤村衛（岩佐祐樹）］ | 「Gift For The Music」                                             | 2.5次元ダンスライブ『ALIVESTAGE Episode 6『Gift』』主題歌                                           |

### ユニットメンバー
1. ↑  東條潮（大島崚）、西崎青（安倍龍太郎）、南雲波人（渡辺友裕）

### シリーズ一覧
1. ↑  第1期（2009年）、第2期『セカンドコレクション』（2010年）